# Pablo Villa
Pablo Villanueva Fernández, más conocido como Pablo Villa (Alcorcón, 12 de marzo de 1976), es un entrenador y exfutbolista español. Actualmente es asistente técnico de Unai Emery en el Aston Villa Football Club de Inglaterra.

## Trayectoria

### Como jugador
Fue una perla de la cantera madridista en la que llamó la atención de Vicente del Bosque por entonces coordinador de la cantera blanca aunque nunca llegó a debutar en el primer equipo. Tras su salida de la cantera merengue pasó por equipos el Racing de Ferrol, Club Deportivo Leganés y Guadalajara pero sería en el Córdoba donde se convertiría en todo un ídolo. Conocido como "Gladiador" por la afición blanquiverde se ganó el respeto de todos por su pundonor, entrega no exenta de calidad y sobre todo su amor a los colores califales. Tras su paso por la ciudad de la Mezquita recaló en el Guadalajara donde conectó de nuevo muy bien con su afición. Sus continuos problemas de rodilla le estaban mermando en el final de su carrera incluso llegó a admitir que jugaba por necesidad ya que se consideraba un obrero del balón.

### Como entrenador

#### Córdoba CF
Equipo B
En finales de junio de 2012, al sacarse el título de entrenador, es nombrado el primer entrenador del Córdoba B, militando la Tercera División. Tras una buena temporada consigue por primera vez en la historia del filial, el ascenso a la Segunda División B.
Primer equipo
El 27 de junio del 2013, se convierte en el entrenador del primer equipo blanquiverde, sustituyendo al argentino Juan Esnáider. Tras un buen arranque liguero, acabó siendo destituido el 9 de febrero de 2014 tras la derrota frente al Eibar en su propio campo. Había entrenado al conjunto andaluz durante 26 encuentros (11.º puesto en la clasificación), que se suman a los 101 que disputó como jugador del mismo, y a los 42 que sostuvo el cargo de entrenador del filial.
Sevilla FC
Fue en verano de 2014 cuando Unai Emery le llamó desde el Sevilla para que se integrara en su cuerpo técnico. Así sucedió, lo cual permitió a Pablo celebrar la consecución de dos Europa League con el equipo nervionense.
Paris Saint-Germain FC
En 2016, el técnico guipuzcoano Unai Emery se convierte en nuevo entrenador del París Saint-Germain, con el ex blanquiverde formando parte de su grupo de trabajo.

## Clubes

### Como jugador
| Club                 | País   | Año       |
| -------------------- | ------ | --------- |
| Real Madrid Castilla | España | 1995-2000 |
| Racing de Ferrol     | España | 2000-2001 |
| CD Leganés           | España | 2001-2003 |
| Córdoba CF           | España | 2003-2007 |
| CD Guadalajara       | España | 2007-2009 |
| Trival Valderas      | España | 2010      |

### Como entrenador
| Club                            | País       | Año         |
| ------------------------------- | ---------- | ----------- |
| Córdoba CF B                    | España     | 2012-2013   |
| Córdoba CF                      | España     | 2013-2014   |
| Sevilla FC (asistente)          | España     | 2014-2016   |
| París Saint-Germain (asistente) | Francia    | 2016-2018   |
| Arsenal FC (asistente)          | Inglaterra | 2018-2019   |
| Villarreal CF (asistente)       | España     | 2020 - 2022 |
| Aston Villa FC (asistente)      | Inglaterra | 2022-act.   |